# Мятные
Мятные (лат. Mentheae) — триба двудольных растений подсемейства Котовниковые (лат. Nepetoídeae) семейства Яснотковые (лат. Lamiaceae).

## Описание
Многолетние или однолетние травы или кустарники. Цветки одиночные или собраны цимозное соцветие. Венчик актиноморфный двугубый.  Плоды орешки яйцевидный или продолговатый, иногда усеченный. Пыльцевые зёрна сплющенные размером от 13 до 43 мкм.

## Классификация
Триба включает около 65 и 2000 видов и является самой большой трибой в составе семейства яснотковые, её подразделяют на три подтрибы. Систематическое положение двух родов (Melissa и Heterolamium) в системе трибы остаётся неясным.
Подтриба Salviinae (Dumort.) Endl. (1838)
- Chaunostoma J.D.Sm.
- Dorystaechas Boiss. & Heldr. ex Benth.
- Lepechinia Willd.
- Meriandra Benth.
- Perovskia Kar. — Перовския
- Rosmarinus L. — Розмарин
- Salvia L. — Шалфей
- Zhumeria Rech.f. & Wendelbo

Подтриба Menthinae (Dumort.) Endl. (1838)
- Acanthomintha (A.Gray) Hook.f. & Benth.
- Blephilia Raf.
- Bystropogon L'Hér.
- Clinopodium L.
= syn. Acinos Mill.
- Cleonia L.
- Conradina A.Gray
- Cuminia Colla
- Cunila D.Royen ex L.
- Cyclotrichium Manden. & Scheng.
- Dicerandra Benth.
- Glechon Spreng.
- Gontscharovia Boriss. — Гончаровия
- Eriothymus J.A.Schmidt
- Hedeoma Pers.
- Hesperozygis Epling
- Hoehnea Epling
- Horminum L.
- Hyssopus L. — Иссоп
- Kurzamra Kuntze
- Lycopus L. — Зюзник
- Mentha L. — Мята typus
- Minthostachys Benth. Spach
- Micromeria Benth.
- Monarda L. — Монарда
- Monardella Benth. — Монарделла
- Neoeplingia Ramamoorthy
- Thymbra L.
- Thymus L. — Тимьян
- Obtegomeria P.D. Cantino & Doroszenko
- Origanum L. — Душица
- Pentapleura Hand.-Mazz.
- Piloblephis Raf.
- Poliomintha A.Gray
- Pogogyne Benth.
- Prunella L. — [[Черноголовка]]
- Pycnanthemum  Michx.
- Rhabdocaulon (Benth.) Epling
- Rhododon Epling
- Saccocalyx Coss. & Durand
- Stachydeoma Small
- Zataria Boiss. — Затария
- Satureja L. — Чабер
- Ziziphora L. — Зизифора

Подтриба Nepetinae Coss. & Germ. (1845)
- Agastache J.Clayton ех Gronov. — Многоколосник
- Cedronella Moench
- Dracocephalum L. — Змееголовник
- Drepanocaryum Pojark.
- Glechoma L. — Будра
- Hymenocrater Fisch. & C.A.Mey.
- Lallemantia Fisch. & C.A.Mey. — Ляллеманция
- Lophanthus Adans.
- Marmoritis Benth.
- Meehania Britton
- Nepeta L. — Котовник
= syn. Kudrjaschevia Pojark.
= syn. Pitardia Batt. ex Pit.
- Schizonepeta (Benth.) Briq. — Схизонепета

Роды с неясным положением в трибе Mentheae
- Melissa L. — Мелисса
- Heterolamium C.Y. Wu

## Хозяйственное значение
Представители трибы, такие как мята, душица, чабер, шалфей и тимьян, имеют большое значение в кулинарии.